# Вилијам Фокнер
Вилијам Фокнер (енгл. William Faulkner; Њу Олбани, Мисисипи, 25. септембар 1897 — Оксфорд, Мисисипи, 6. јул 1962) био је амерички књижевник.

## Биографија
Одрастао у провинцијској средини, на северу сиромашне савезне јужне државе Мисисипи. Тај крај и људи оставили су неизбрисив траг у његовој прози. Фокнер није матурирао, али је много читао (од светских класика до француских симболиста: Пола Верлена, Вајлда, Достојевског, Флобера, Рембоа, Свинбурна, Шекспира, Сервантеса).
Године 1918, примљен је као добровољац у пилотску школу британског ваздухопловства у Канади. Након рата вратио се у Оксфорд, где је проживео највећи део живота (пред крај живота често је боравио у држави Вирџинији код ћеркине породице). Након песама и краће прозе, први му је почетнички роман »Војникова плата«, 1926. Будући да је тешко налазио издаваче, до краја Другог светског рата повремено је одлазио у Холивуд, где је писао и преправљао углавном туђе сценарије; познате су његове прераде Хемингвејевих романа. Последњих петнаестак година живота уживао је велику популарност и био својеврстан амбасадор америчке културе у Европи, Јужној Америци и Јапану. Године 1949. добио је Нобелову награду за књижевност, одржавши притом вероватно најпознатији и најбољи говор који је икада изговорен током те свечаности.
На почетку Фокнеровог великог доба његов је трећи роман »Сарторис«, 1929, прича о угледној породици тог имена којом почиње његова сага о Јокнапатафи и градићу Џеферсону (апокрифна имена за градић сличан Оксфорду и његов округ Лафајет). На необично тачно описану и у сваком детаљу проживљену причу о животу своје регије (што га чини и регионалним писцем), Фокнер је изградио историјски, симболични и митски свет. Прозом библијске величине и грозничавог интензитета, Вилијам Фокнер је створио, како је рекао један критичар, „космос који нико не поседује“. По сензибилитету близак натуралистичким писцима краја 19. века, но истовремено високо свестан и савестан уметник, у свој је опус интегрисао многе модернистичке наративне технике (нпр. технику тока свести, временског флешбека који налазимо у филмовима, полифонију гласова, наративне резове и поетске коментаре).
Роман »Бука и бес«, 1929, приказ је пропасти четворо деце старе породице Компсон, уклопљен у историју америчког Југа, а уједно и експериментални, иновативни роман тока свести који може стати уз бок Џојсовом »Уликсу«. Радикалност фокнеровске иновације видљива је и по том што је, есенцијално, сав роман садржан у свести идиота Бенџија. Том је делу попут слике у огледалу супротстављен роман о крајње сиромашној сељачкој породици Бундренових, »Кад лежах на самрти«, 1930, који се састоји од унутрашњих монолога мужа и (умируће) жене, њихове визионарске и екстравагантне деце и суседа, а радња кулминира у митско-гротескном, али примитивном и тврдоглавом, устрајном превожењу мајчиног тела на далеко гробље у доба велике поплаве.
Посебно је шокантно »Светилиште«, 1931, у којем импотентни гангстер Попај кукурузним клипом силује отмену и изазовну Темпле Дрејк те са њом живи у борделу у Мемфису. Андре Малро назвао је »Светилиште« продором грчке трагедије у криминални тривијални роман. Следе »Светлост у августу«, са средиштем око трагичног лика Христа-Сотоне, хероја и злочинца Џо Кристмаса, опседнутог хипернадраженом расном свешћу и самомржњом због сумње да има црначке крви; тај роман истовремено садржи и најпотреснију љубавну причу у Фокнеровом опусу и приказ отровног бујања верског фанатизма, те »Авесаломе, Авесаломе!«, 1936, технички неразмрсив сплет опсесивног унутрашњег монолога младог Квентина Компсона и троструког наративног преношења верзија приче о успону и паду Томаса Сутпена у доба пре, током и после Америчког грађанскога рата - радња се догађа пола века пре саме приче о успону и паду Југа као као засебне цивилизације. Тај роман, који је сам писац сматрао својим највећим остварењем, „најфокнерскији“ је ауторов исказ о Југу, људској судбини и животу уопште.
»Заселак«, 1940, први је део „трилогије“ о породици Сноупс, гротескно приказаних и карикираних припадника разгранатог племена „белог шљама“ и њихове најезде на Џеферсон под вођством Флема Сноупса, који у преостала два дела, »Град«, 1957. и »Палата«, 1960, преузима банку и постаје водећа личност у Џеферсону све док га не устрели преварени рођак. И у тој трилогији, која садржи више политичке сатире и друштвене критике, а мање митске величине и трагичног раскола него што је уобичајено код њега, Фокнер остаје мајстор: уз сву деташираност и сарказам, трилогија обилује незаборавним сценама и ликовима међу којима доминирају Фокнеров алтер его, адвокат Гавин Стивенс и његов пријатељ, здраворазумски и хумани продавац В. К. Ретлиф (касније се испоставило да В. К. стоји за Владимир Кирилович - још један Фокнеров иронично-хумани коментар у доба бујања макартизма и Хладног рата).
Од каснијих романа су познатији »Уљез у прашину«, 1948, мешавина детективске приче и помало дидактичне приче усмерене против расног греха Југа отеловљеног у линчовању, затим »Бајка«, 1954, алегоријска повест која рекреира хришћански мит, смештен у ровове 1. светског рата у Француској, те »Лупежи«, 1962, последњи роман, објављен тик пре пишчеве смрти - лака прича проткана носталгијом за прошлим временима. Та се дела иначе сматрају слабијим и морализаторским исказима аутора који је у то доба изградио персону јужњачког господина либерално-хуманистичких погледа.
Написао је и већи број кратких прича.
Но, у великом, трагичном раздобљу Фокнеровог стваралаштва, које је трајало од краја двадесетих до средине четрдесетих, појавила су се и дела хибридних облика: у »Дивљим палмама«, 1939, аутор модерну градску причу о трагичној љубави преплиће с комичним народским „епом“ о доживљајима невино осуђеног робијаша у време велике поплаве. Неке је пак збирке новела објавио као „романе": »Непобеђени«, 1938, (Фокнеров „вестерн“ и његово најприступачније дело), те хроника богате фармерске обитељи МекКаслин »Сиђи, Мојсије«, 1942, заправо збирка повезаних приповедака у којима се истиче »Медвед«, приказ обредног лова на древног медведа, симбола исконског природног поретка - прича проткана носталгијом за неповратно несталим „изгубљеним рајем“. У том је смислу занимљив и »Реквијем за опатицу«, 1951, састављен од драмских и прозних сегмената. Фокнер је објавио и неколико збирки новела те разговора са студентима на разним универзитетима (Вирџинија Тек, Нагоја), а посмртно су изашли неки почетнички радови и изабрана писма.

## Утицај
Вилијам Фокнер је, по многим мишљењима, највећи амерички романописац и један од највећих светских прозаиста уопште. Његово дело карактеришу раскошна инвенција, ватромет техничке виртуозности, доминантна трагична и трагично-иронична визија живота у којој влада судбина, усуд (коб, фатум), но ублажена и оживљена честим бурлескним и драстично комичним сценама. То дело, које истражује поноре зла и инферналне ситуације (лудило, инцест, убиство, масакрирање, силовање, линч, братоубиство, чедоморство), истовремено је афирмација људскости и стоичког хуманизма израженог у хришћанској иконографији и нагласку на врлинама које је Фокнер истакнуо у својем незаборавном говору при додели Нобелове награде: храброст, саучешће, понос, љубав, част и жртву. Фокнеров је утицај на светску књижевност велики: довољно је рећи да су послератна америчка, западноевропска и латиноамеричка литература незамисливе без њега, од Камија до Маркеса, од Варгаса Љосе до Тони Морисон.

## Дела

### Романи
- „Војникова плата“, (1926)
- „Комарац“, (1927)
- „Сарторис“, (1929)
- "Бука и бес", (1929)
- „Кад лежах на самрти“, (1930)
- „Светилиште“, (1931)
- „Светлост у августу“, (1932)
- „Авесаломе, Авесаломе!", (1936)
- „Дивље палме“, (1939)
- „Заселак“, (1940)
- „Сиђи, Мојсије“, (1942)
- „Уљез у прашину“, (1948)
- „Реквијем за опатицу“, (1951)
- „Бајка“, (1954)
- „Град“, (1957)
- „Палата“, (1960)
- „Лупежи“, (1962)
- „Заставе у прашини”, (1973)